# Putinga
Putinga là một đô thị thuộc bang Rio Grande do Sul, Brasil. Đô thị này có diện tích 219,937 km², dân số năm 2007 là 4349 người, mật độ 19,77 người/km².